# Каллистрат (грамматик)
Каллистра́т — александрийский грамматик II века до н. э..
Из школы Аристофана Византийского, подготовил комментарии к Гомеру, Пиндару, Аристофану, Еврипиду и Ксатину и сборник «Συμμικτά», предполагаемый источник лексикографов Гарпократиона, Гесихия и Фотия.